# 赤亭之战
赤亭之战，东汉元初二年（115年），东汉与羌的战争中，武都郡（郡治下辨县，今甘肃成县西）太守虞诩击败西羌于赤亭（今甘肃成县西南）的作战。
115年，西羌攻武都。邓太后听说虞诩有将略，令其为武都郡太守。虞诩率军往武都，被数千羌人阻于陈仓（今陕西宝鸡东渭水北岸）谷。虞诩停軍不进，声言等到援军到达方可进发。羌人为其所惑，分散至各县抢掠。虞诩乘机进军，昼夜兼行，日行二百里，并令士卒每天作两灶，以示兵强势众。抵达武都时，兵不满三千，被数万羌人围困在赤亭。虞诩令士兵以小弩射杀敌人。羌人以为矢力弱，不能射及人，于是并兵急攻。虞诩集二十只大弩同射一人，每射必中，羌人震惊，于是后退。汉军出城反击，多有杀伤。次日，虞诩令士卒从东城门出，北城门入，并不断换衣服以迷惑羌人。羌人以为汉军兵多勢众，力不能敌，于是撤退。虞诩以五百余人埋伏在城外河流浅水处，等到羌人涉水渡河时，发起攻击，多有斩获，羌人败散。此战，虞诩在兵少勢孤的情况下，虚张声势，以弱示强，取得对数万羌人作战的胜利。战后，虞诩在武都修筑营垒一百八十所以抵御羌人。

### 引用
1. ↑  《资治通鉴·卷四十九 汉纪四十一》